# Circuit d'Asmara
Le Circuit d'Asmara (Circuit of Asmara en 2013 puis Asmara Circuit en 2016) est une épreuve cycliste créée en 2013 en Érythrée. Elle se déroule sous la forme d'une course d'un jour. Elle fait partie de l'UCI Africa Tour en catégorie 2.2 depuis 2013. Elle n'est pas organisée en 2014 et 2015, puis l'est à nouveau en 2016.

## Palmarès
| Année | Vainqueur           | Deuxième          | Troisième    |
| ----- | ------------------- | ----------------- | ------------ |
| 2013  | Abdellah Ben Youcef | Daniel Teklay     | Nahom Desale |
| 2016  | Yonas Fissahaye     | Aklilu Gebrehiwet | Dawit Haile  |
| 2017  | Mikiel Habtom       | Jahanna Tesfay    | Saymon Musie |